# Акт вільного вибору
Акт про вільний вибір (індонез. Penentuan Pendapat Rakyat, PEPERA, Determination of the People‘s Opinion) — суперечливий плебісцит, який проходив з 14 липня по 2 серпня 1969 року, під час якого 1025 осіб, відібраних індонезійськими військовими в Західній Новій Гвінеї, одноголосно проголосували за контроль Індонезії над регіоном.

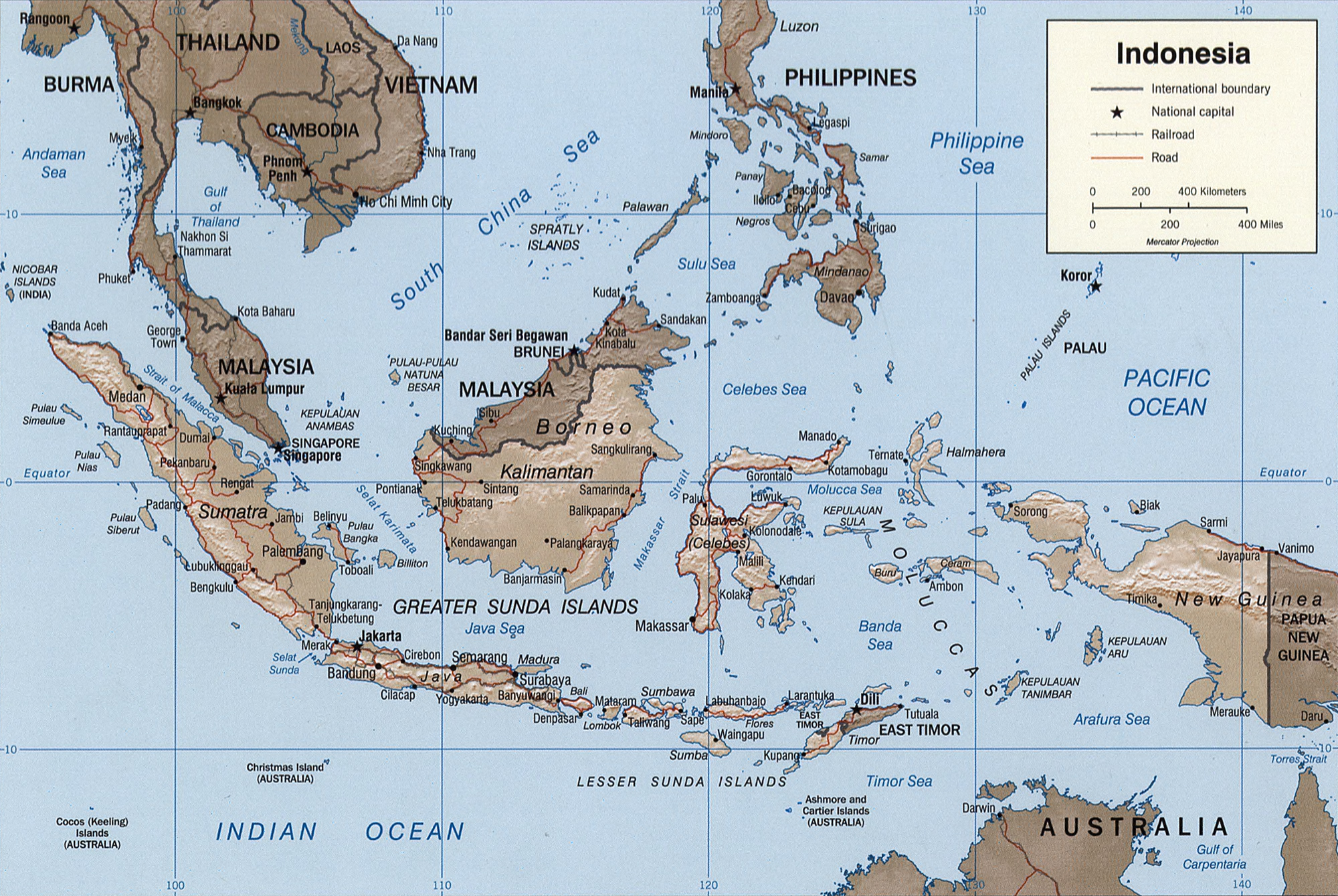
Карта Індонезії, включаючи Західну Нову Гвінею.

Ця подія була згадана Організацією Об'єднаних Націй у резолюції 2504 (XXIV) без надання висновку про те, чи відповідала вона Нью-Йоркській угоді, що уповноважує, і без надання думки про те, чи це був акт «самовизначення», як зазначено, і описані в резолюціях Генеральної Асамблеї ООН 1514 і 1541 (XV). Цю подію через її суперечливий процес іноді зневажливо називають «Актом без вибору».

## Фон
Референдум і його проведення були визначені в Нью-Йоркській угоді ; Статтею 17 якої в частині зазначено:
«Індонезія запропонує Генеральному секретарю призначити Представника, який» … «виконуватиме обов'язки Генерального секретаря щодо консультування, надання допомоги та участі в заходах, які є відповідальністю Індонезії за акт вільного вибору. Генеральний секретар у належний час призначить Представника Організації Об'єднаних Націй, щоб він та його персонал могли приступити до виконання своїх обов'язків на цій території за один рік до самовизначення». … «Представник Організації Об'єднаних Націй та його персонал користуватимуться такою ж свободою пересування, яка передбачена для персоналу, згаданого в статті XVI».
Угода продовжується статтею 18:
Стаття XVIII. Індонезія за сприяння та участі Представника Організації Об'єднаних Націй та його персоналу вживе заходів, щоб надати жителям території можливість здійснювати свободу вибору. Такі заходи включатимуть:
- a. Консультації (musyawarah) з представницькими радами щодо процедур і методів, яких необхідно дотримуватися для встановлення вільного волевиявлення населення.
- b. Визначення фактичної дати здійснення вільного вибору у строк, встановлений цією Угодою.
- в. Формулювання запитань таким чином, щоб дозволити жителям вирішити (а) чи бажають вони залишитися в Індонезії; або (b) чи бажають вони розірвати відносини з Індонезією.
- d. Право всіх повнолітніх, чоловіків і жінок, які не є іноземними громадянами, брати участь в акті самовизначення, що здійснюється відповідно до міжнародної практики, які є резидентами на момент підписання цієї Угоди, включаючи тих резидентів, які виїхали після 1945 року та повернулися на територію, щоб відновити проживання після припинення влади Нідерландів.

## Процес
Відповідно до статті 17 Нью-Йоркської угоди, плебісцит мав відбутися лише через рік після прибуття представника ООН Фернандо Ортіс-Санса (посла Болівії в ООН) на територію 22 серпня 1968 року. Ортіс-Санс та його команда змушені були покладатися на уряд Індонезії щодо житла, ресурсів і транспорту в регіоні, і Ортіс-Санс зазначив, що індонезійські посадовці «стежили за ними всюди» таким чином, що вони стримували їх від розмов із місцевими папуасами.
| Дата               | Розташування | Кількість виборців |
| ------------------ | ------------ | ------------------ |
| 14 липня 1969 року | Мерауке      | 175                |
| 16 липня 1969 року | Вамена       | 175                |
| 19 липня 1969 року | Набіре       | 175                |
| 23 липня 1969 року | Фак-Фак      | 75                 |
| 26 липня 1969 року | Соронг       | 110                |
| 29 липня 1969 року | Манокварі    | 75                 |
| 31 липня 1969 року | Біак         | 130                |
| 2 серпня 1969 року | Джаджапура   | 110                |

За Нью-Йоркською угодою, усі чоловіки та жінки в Папуа, які не є іноземними громадянами, мають право голосу. Натомість генерал Сарво Еді Вібово обрав 1025 меланезійських чоловіків і жінок із приблизно 800 000 населення як представників Західної Нової Гвінеї для голосування, яке проводилося у восьми регентствах протягом трьох тижнів. Виборців попросили проголосувати, піднявши руки або зачитавши готові сценарії на дисплеї для спостерігачів ООН. Вони публічно й одноголосно проголосували за індонезійський контроль над країною.
За словами Г'ю Ланна, журналіста Reuters, чоловіків, яких відібрали для голосування, примушували голосувати проти незалежності, погрожуючи розправою над ними та їхніми родинами. Лунн також стверджує, що за межами асамблеї папуаську молодь, яка протестувала проти голосування, кинули в армійські вантажівки та відвезли, а йому, як єдиному іноземному журналісту, погрожували зброєю за фотографування демонстрації. Чоловіки та жінки, які голосували, були заздалегідь проінструктовані відділом спеціальних операцій індонезійської армії, що саме говорити під час плебісциту, і, як не дивно, відтворювали майже однакові думки з абсолютно однаковими формулюваннями — що з 1945 року папуаси вважали себе індонезійцями і вважали себе одним народом з індонезійцями під індонезійським прапором. Незважаючи на це, команда ООН Ортіса-Санса в 1969 році підрахувала, що 95 % папуасів підтримують незалежність. Британський журналіст, який відвідав цей регіон на початку 1968 року, стверджував, що він спілкувався з 300—400 західними папуасами, і жоден із них не підтримав об'єднання з Індонезією, зазначивши, що папуаси, схоже, ненавидять індонезійців. Сучасні дипломатичні депеші свідчать, що американські дипломати підозрювали, що Індонезія не могла перемогти в результаті чесного голосування, а також підозрювали, що голосування не було вільним, але дипломати розглядали цю подію як «наперед вирішений результат» і «маргінальну для інтересів США». Ортіс-Санс написав у своєму звіті, що «акт вільного вибору відбувся відповідно до індонезійської практики», але не підтвердив, що він відповідав міжнародній практиці, як того вимагав Акт вільного вибору.
Організація Об'єднаних Націй взяла до відома результати резолюцією 2504 Генеральної Асамблеї.

## Наслідки

### Вимоги переголосування
Акт про вільний вибір іноді критикували як «акт без вибору», і багато активістів незалежності постійно протестують за новий референдум для кожного папуаса. Після повалення Сухарто в 1998 році правозахисник архієпископ Десмонд Туту та деякі американські та європейські парламентарії звернулися до секретаря ООН Кофі Аннана з проханням переглянути роль ООН у голосуванні та дійсність Акту вільного вибору. Позиція уряду Індонезії полягає в тому, що те, що Організація Об'єднаних Націй відзначила результати, підтверджує їх.
Новий референдум підтримується багатьма організаціями, включаючи Рух корінного населення за Вільне Папуа (OPM) і Кампанію Вільного Західного Папуа, які працюють, щоб забезпечити жителям Західного Папуа самовизначення та повну незалежність від індонезійського правління.

### Пам'ятники

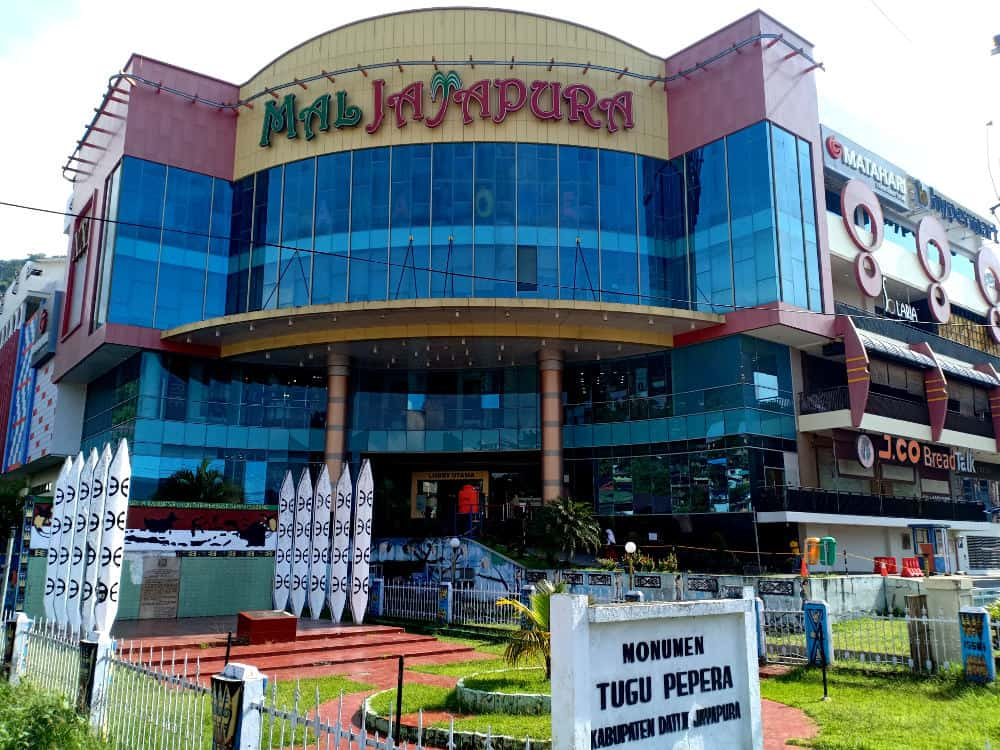
Пам'ятник Пепера в Джаяпурі, перед торговим центром Mal Jayapura

Пам'ятники на честь цієї події споруджені в Джаяпурі, Папуа, і Мерауке, Південне Папуа. 16 і 17 вересня 1969 року їх урочисто відкрив президент Сухарто.